# Новиков, Василий Семёнович (учёный)
Василий Семёнович Новиков (род. 9 марта 1949 года, г. Домодедово Московской области) — российский учёный-медик, военный и общественный деятель России. Доктор медицинских наук, профессор, генерал медицинской службы, ветеран боевых действий. Академик Военно-медицинской академии (1999), заслуженный деятель науки России (1998). Лауреат Государственной премии РФ в области науки и техники. Почётный член РАХ. Член Союза писателей России. Кавалер Золотой Звезды Науки. Академик Военно-медицинской академии, Академии военных наук РФ, Российской академии естественных наук, Российской академии космонавтики, Международной академии астронавтики. Вице-президент РАЕН и АН Союза России ‒ Беларуси, председатель Санкт-Петербургской Секции междисциплинарных проблем науки и образования. Известный ученый в области военной, космической, морской, экстремальной медицины и организации здравоохранения. Основатель научной школы «Физиология экстремальных состояний» (50 докторов и кандидатов наук). Автор двух научных открытый, 2 учебников, 27 монографий, 7 руководств, 650 научных работ. Ответственный редактор и соавтор энциклопедий «Российская Военно-медицинская академия (1798 ‒ 1998)» и «Профессора Военно-медицинской (медико-хирургической) академии (1798 ‒  1998)». Почетный доктор и профессор 11 вузов России и Республики Беларусь, почетный кадет кадетского пограничного корпуса ФСБ России. Почетный гражданин города Гагарин и Навлинского района Брянской области.

## Биография
В 1971 году окончил Смоленский государственный медицинский институт — ныне университет, и в 1973 году — военный факультет Горьковского государственного медицинского института (ныне факультет (позже институт) в составе Нижегородского института ФСБ России).
С 1973 по 1976 год начальник медицинской службы АПЛ. С 1981 по 2004 год в Военно-медицинской академии имени С. М. Кирова, достиг должности заместителя её начальника, с 1991 по 1994 г. возглавлял кафедру авиационной и космической медицины.
С 2001 по 2004 год директор по научной работе НИИ промышленной и морской медицины МЗ РФ.
С 2012 года инспектор Министерства обороны РФ.
Под началом В. С. Новикова подготовлено 25 докторов и 15 кандидатов медицинских наук. Участник боевых действий в Чечне.
Главный редактор Вестника образования и развития науки РАЕН.
Почётный профессор Гомельского медицинского университета (2008). Почётный гражданин города Гагарин (2011). Удостоен диплома лауреата I степени Международного экологического конкурса «EcoWorld» — 2018 в номинации «Экология и здоровье человека».
Автор более 500 научных работ, в том числе 22 монографий, основные из которых: «Неспецифические механизмы адаптации человека» (Наука, 1984), «Физиология экстремальных состояний» (Наука, 1998), «Коррекция функциональных состояний при экстремальных воздействиях» (Наука, 1998). Редактор и соавтор учебника «Физиология лётного труда» (СПб., 1997).